# ادنالی (شماخی)
ادنالی (به لاتین: Adnalı) یک منطقهٔ مسکونی در جمهوری آذربایجان است که در شهرستان شماخی واقع شده‌است.

## خصوصیات
ادنالی ۹۳۷ نفر جمعیت دارد.